# 端姑慕力兹
端姑慕力兹·端姑慕纳威（1948年1月14日—），是马来西亚森美兰州第11任严端。他是已故严端端姑慕纳威与严端后东姑杜拉唯一的儿子。
1961年，在东姑勿刹布哈努丁驾薨后，端姑慕力兹受册封为神安池东姑勿刹（森美兰四王子之首）。1967年，他的父亲端姑慕纳威驾崩时，他只有18岁。尽管处于继承顺序的第一位，在时任首相东姑阿都拉曼建议下，森州四大酋长还是遴选其皇叔端姑查化（时为东姑慕达，三王子）接任森州最高統治者。2008年12月，端姑查化驾崩后，端姑慕力兹被遴选为新任严端。

## 荣誉
- 森美蘭: 
  -  森美兰王室勋章 (DKNS) (2008)
  -  严端拉汀王室勋章 (DKYR) (2008)
  -  杰出品行奖章 (DPT)

### 国内
- 马来西亚:[3]
  -  联邦王室勋章 (DMN)
- 柔佛:[3]
  -  柔佛王室一级勋章 (DK I)
- 吉打: 
  -  吉打王室勋章 (DK) (2010)[4]
- 吉兰丹:[3]
  -  吉兰丹王室勋章 (DK) (2010)
- 霹靂: 
  -  霹雳王室勋章 (DK) (2009)
- 玻璃市:[3]
  -  端姑赛布特拉王室勋章 (DK)
- 雪蘭莪: 
  -  雪兰莪王室一级勋章 (DK I) (2009)[5]
- 登嘉樓:[3]
  -  登嘉楼王室一级勋章 (DK I)